# ألف ويلسون
ألف ويلسون (بالإنجليزية: Alf Wilson)‏ (1 يناير 1890 المملكة المتحدة - ) هو لاعب كرة قدم بريطاني، شارك في الألعاب الأولمبية الصيفية 1928.